# Incitatus
Incitatus (en llatí, 'Impetuós') va ser el cavall preferit de Calígula.
Es tractava d'un cavall de carreres de procedència hispana. La devoció de Calígula pel seu cavall arribava a extrems ridículs. En un primer moment va manar construir-li unes quadres de marbre amb pessebres d'ivori per al seu ús exclusiu, però aviat va arribar a donar-li tota una vila amb jardins i 18 servents per la seva cura personal. Dormia amb flassades de color porpra (el tint més car a l'antiga Roma, reservat a la família imperial) i duia collarets de pedres precioses. Posteriorment, Calígula, malgrat el que es pensa, no va atorgar a Incitatus el títol de Cònsol de Bitinia. Ha estat una mala interpretació d'un text de Suetoni. D'altra banda, la nit anterior a una competició de cavalls, l'emperador dormia al costat de l'animal i decretava un silenci general que ningú podia violar a tota la ciutat sota pena de mort, amb la finalitat que el cavall descansés correctament. Pel que sembla, Incitatus només va perdre una carrera en la seva vida, després de la qual Calígula va ordenar al botxí que matés lentament l'auriga per assegurar-se que sofrís.